# Aurelia-Maxima Janzen
Aurelia-Maxima Katharina Janzen (* 27. Dezember 2003) ist eine Schweizer Ruderin, die 2023 Europameisterschaftszweite im Einer wurde.

## Sportliche Karriere
Janzen gewann 2021 bei den U23-Weltmeisterschaften die Silbermedaille im Einer hinter der Deutschen Alexandra Föster. Einen Monat später siegte sie bei den Junioren-Weltmeisterschaften. 2022 gewann Alexandra Föster erneut bei den U23-Weltmeisterschaften, und wieder wurde Janzen Zweite.
2023 trat Janzen erstmals im Ruder-Weltcup an und belegte beim Auftakt den zweiten Platz hinter der Spanierin Virginia Díaz Rivas, wobei der Vorsprung der Spanierin im Ziel nur 0,02 Sekunden betrug. Bei den Europameisterschaften in Bled gewann die Niederländerin Karolien Florijn den Titel mit über fünf Sekunden Vorsprung vor Janzen, die ihrerseits fast zweieinhalb Sekunden Vorsprung vor der Serbin Jovana Arsić hatte. 2024 bei den Olympischen Spielen in Paris wurde Janzen als Dritte des B-Finales insgesamt Neunte im Einer.
Aurelia-Maxima Janzen startet für den Rostocker Ruder-Club von 1885 und tritt bei deutschen Meisterschaften für ihren Verein an. Nachdem sie 2022 Zweite hinter Alexandra Föster gewesen war, siegte sie bei den Deutschen Meisterschaften 2023. In der Schweiz startet sie für die Scuola Canottaggio Caslano e Malcantone. In der Vergangenheit erruderte sie auch Meistertitel für den Ruderclub Wohlensee, Bern.

## Erfolge im Einzelnen

### 2021
- U19-Weltmeisterin im Skiff
- U19-Europameisterin im Skiff
- U23-Vizeweltmeisterin im Skiff
- U23-Vizeeuropameisterin im Skiff

### 2022
- U23-Vizeweltmeisterin im Skiff
- U23-Europameisterin im Skiff
- Sprint-Meisterin im Skiff Deutschland

### 2023
- U23-Weltmeisterin im Skiff
- U23-Europameisterin im Skiff
- Europameisterschaftszweite im Skiff
- Elite-Meisterin im Skiff Deutschland und Schweiz (Double National)

### 2024
- 2. Platz Olympische Qualifikationsregatta im Skiff
- 9. Platz Olympische Sommerspiele im Skiff
- U23-Vizeweltmeisterin im Skiff
- U23-Europameisterin im Skiff
- Sprint-Meisterin im Skiff Deutschland

### 2025
- 2. Platz Die Finals – Dresden 2025

## Fussnoten
1. ↑  Deutsche Meisterschaften im Einer Frauen 1939–2023 bei rrk-online.de.

| Personendaten    | Personendaten                    |
| ---------------- | -------------------------------- |
| NAME             | Janzen, Aurelia-Maxima           |
| ALTERNATIVNAMEN  | Janzen, Aurelia-Maxima Katharina |
| KURZBESCHREIBUNG | Schweizer Ruderin                |
| GEBURTSDATUM     | 27. Dezember 2003                |